# Sara Evans
Sara Lynn Evans (ur. 5 lutego 1971 w New Franklin w stanie Missouri) – amerykańska piosenkarka country oraz autorka tekstów.

## Dyskografia
- 1997: Three Chords and the Truth
- 1998: No Place That Far
- 2000: Born to Fly
- 2003: Restless
- 2005: Real Fine Place
- 2007: Greatest Hits
- 2011: Stronger
- 2014: Slow Me Down
- 2014: At Christmas
- 2017: Words

## Nagrody i nominacje
| Rok  | Nagroda                          | Kategoria                                                               | Wynik      |
| ---- | -------------------------------- | ----------------------------------------------------------------------- | ---------- |
| 1997 | Billboard Music Video Awards     | Best Country New Artist Video of the Year                               | zwycięstwo |
| 1999 | Country Music Association Awards | Vocal Event of the Year                                                 | nominacja  |
| 1999 | Country Music Association Awards | Horizon Award                                                           | nominacja  |
| 2000 | Country Music Association Awards | Horizon Award                                                           | nominacja  |
| 2001 | Country Music Association Awards | Video of the Year, za "Born to Fly"                                     | zwycięstwo |
| 2001 | Country Music Association Awards | Single of the Year, za "Born to Fly"                                    | nominacja  |
| 2001 | Country Music Association Awards | Song of the Year, za "Born to Fly"                                      | nominacja  |
| 2001 | Country Music Association Awards | Album of the Year, za "Born to Fly"                                     | nominacja  |
| 2001 | Country Music Association Awards | Female Vocalist of the Year                                             | nominacja  |
| 2002 | Academy of Country Music Awards  | Top Female Vocalist                                                     | nominacja  |
| 2002 | Country Music Association Awards | Female Vocalist of the Year                                             | nominacja  |
| 2004 | Country Music Association Awards | Female Vocalist of the Year                                             | nominacja  |
| 2004 | CMT Flameworthy Awards           | Female Video of the Year, za "Perfect"                                  | nominacja  |
| 2004 | BMI Country Awards               | 50 Most Performed Country Songs Award, za "Perfect"                     | zwycięstwo |
| 2005 | CMT Music Awards                 | Hottest Video of the Year, za "Suds in the Bucket"                      | nominacja  |
| 2005 | Academy of Country Music Awards  | Top Female Vocalist                                                     | nominacja  |
| 2005 | Academy of Country Music Awards  | Album of the Year, za "Restless"                                        | nominacja  |
| 2005 | Country Music Association Awards | Musical Event of the Year, za "New Again" (z Bradem Paisleyem)          | nominacja  |
| 2005 | Country Music Association Awards | Female Vocalist of the Year                                             | nominacja  |
| 2006 | CMT Music Awards                 | Female Video of the Year, za "A Real Fine Place To Start"               | nominacja  |
| 2006 | R&R                              | Female Vocalist of the Year                                             | zwycięstwo |
| 2006 | Academy of Country Music Awards  | Top Female Vocalist                                                     | zwycięstwo |
| 2006 | Country Music Association Awards | Female Vocalist of the Year                                             | nominacja  |
| 2007 | CMT Music Awards                 | Female Video of the Year, za "You'll Always Be My Baby"                 | nominacja  |
| 2007 | BMI Country Awards               | 50 Most Performed Country Songs Award, za "You'll Always Be My Baby"    | zwycięstwo |
| 2008 | BMI Country Awards               | 50 Most Performed Country Songs, za "As If"                             | zwycięstwo |
| 2010 | Dove Awards                      | Special Event Album, za "Glory Revealed II: The Word of God In Worship" | zwycięstwo |